# Rivière Metgermette Centrale
Pour les articles homonymes, voir Metgermette.
La rivière Metgermette Centrale est un affluent de la rive nord de la rivière Metgermette Sud, coulant dans la municipalité de Saint-Zacharie, dans la municipalité régionale de comté (MRC) de Etchemins, dans la région administrative de Chaudière-Appalaches, au Québec, au Canada.

## Géographie
Les principaux bassins versants voisins de la rivière Metgermette Centrale sont :
- côté nord : rivière Metgermette Nord, rivière Vachon (Beauce-Sartigan) ;
- côté est : Hurricane Brook (É.U.A.) ;
- côté sud : rivière Metgermette Sud, ruisseau Moore ;
- côté ouest : rivière Chaudière, rivière du Loup (Chaudière), rivière Metgermette Nord.

La rivière Metgermette Centrale prend sa source du lac Central (longueur : 0,5 km ; altitude : 601 m), à 0,7 km au sud-ouest de la frontière du Maine (États-Unis) et du Québec (Canada). Ce petit lac est situé à 1,4 km à l'ouest du lac Metgermette lequel est le plan d'eau de tête de la rivière Metgermette Sud.
À partir du lac Central, la rivière Metgermette Centrale coule sur 12,4 km répartis selon les segments suivants :
- 3,4 km vers le nord-ouest, en traversant le Petit lac Wilson, jusqu'à la route du 1re rang ;
- 1,4 km vers le nord-ouest, jusqu'à la route de campagne ;
- 5,8 km vers le sud-ouest, jusqu'à un pont routier ;
- 1,8 km vers le sud, jusqu'à sa confluence.

La rivière Metgermette Centrale se déverse dans le 1re rang de Saint-Zacharie, sur la rive nord de la rivière Metgermette Sud ; cette dernière coule vers l'ouest et devient la rivière Metgermette. Cette dernière se jette à son tour sur la rive est de la rivière du Loup (Chaudière), un affluent de la rivière Chaudière ; cette dernière coule vers le nord pour se déverser sur la rive sud du fleuve Saint-Laurent.

## Toponymie
Le toponyme Rivière Metgermette Centrale a été officialisé le 5 décembre 1968 à la Commission de toponymie du Québec.